# Jean-Pierre Ramel
Jean-Pierre Ramel (der Jüngere) (* 16. Oktober 1768 in Cahors; † 15. August 1815 in Toulouse) war ein General der Revolution und des Ersten Kaiserreichs.
Sein Bruder war der Parlamentarier Jean-Pierre Ramel (der Ältere), (* 1. Juli 1762 in Cahors † unter der Guillotine am 1. Januar 1795.)

## Leben
Ramel war der Sohn von Pierre Ramel, königlicher Staatsanwalt und Notar, sowie dessen Ehefrau Françoise Guiches. Mit 15 Jahren trat Jean-Pierre Ramel als Freiwilliger in ein Infanterieregiment ein. Im Jahre 1791 wurde er Adjudant-major in der „Légion du Lot“ und stieg im folgenden Jahr zum Capitaine in der „Legion des Pyrénées“ auf. 1793 wurde er zum Chef de bataillon befördert. Im Jahre 1794 wurde er zusammen mit seinem Bruder Jean-Pierre Ramel der Ältere, ehemaliger Angehöriger der Nationalversammlung, inhaftiert. Letzterer fiel dann dem Terreur unter der Guillotine zum Opfer. Auf Intervention von Général Dugommier, wurde der jüngere Ramel freigelassen und fand wieder im Militärdienst Verwendung. Er wurde 1796 Adjudant-général (Generaladjutant) in der „Armée de Rhin-et-Moselle“ (Rhein-Mosel-Armee).

## Adjudant-général und Deportation nach Französisch-Guayana
In seiner Eigenschaft als Adjudant-général nahm er mit der „Armée de Rhin-et-Moselle“  unter dem Kommando von Jean-Victor Moreau 1796 an der Verteidigung der Festung Kehl teil. Hier wurden die Angriffe der Truppen des Erzherzogs Karl erfolgreich abgewiesen. Im gleichen Jahr wurde ihm das Kommando über die Wachmannschaft der gesetzgebenden Versammlung übertragen. Obwohl er am 30. Januar 1797 einerseits die Organisation royalistisches Umtriebe durch Gabriel Brottier anprangerte, wurde er selbst royalistischer Sympathien verdächtigt, von Charles Pierre François Augereau im Zuge des Staatsstreichs vom  18 fructidor an V  (4. September 1797) festgesetzt und als Gefangener in das Prison du Temple verbracht.
Am nächsten Tag wurde er zusammen mit Jean-Charles Pichegru, François Barthélemy, André-Daniel Laffon de Ladebat und Barbé-Marbois per Gesetz in die Verbannung geschickt. Ramel kam nach Sinnamary auf Französisch-Guyana.

## Flucht nach London
Im Juni 1798 gelang es ihm, zusammen mit Pichegru, Murinais, Amédée Willot, François Barthélemy, Barbé-Marbois, Guillaume Alexandre Tronson-Ducoudray und einigen anderen an Bord einer Piroge von der Kolonie nach Paramaribo in holländischen Einflussbereich zu entkommen. Von dort ging er zunächst nach Hamburg und dann nach London. Nachdem er von Napoleon die Erlaubnis zur Rückkehr erhalten hatte, wurde er wieder in die Armee (Armee des Konsulats) aufgenommen. Hier verfasste er einen Bericht über seinen Aufenthalt in der Deportation auf Cayenne, der später veröffentlicht und ins Englische und Deutsche übersetzt wurde.

## Feldzüge
Er wurde der Truppe zugeteilt, die unter dem Kommando von Général Rochambeau eine Expedition nach Santo Domingo durchführte. Hier traf ihn eine Gewehrkugel, was zu einer längeren Dienstunfähigkeit führte. Als Kommandant der Insel Tortuga erhielt Ramel dann einen Brief, ausgestellt am 5. April 1803 und unterschrieben von Rochambeau:

„Je vous envoie, mon cher commandant, un détachement de cent cinquante hommes de la garde nationale du Cap. Il est suivi de vingt-huit chiens bouledogues. Ces renforts vous mettront à même de terminer entièrement vos opérations. Je ne dois pas vous laisser ignorer qu'il ne vous sera pas passé en compte ni ration, ni dépense pour la nourriture de ces chiens. Vous devez leur donner à manger des nègres. Je vous salue affectueusement, Donatien Rochambeau.“

(Mein lieber Kommandant, ich sende Ihnen hier eine Abteilung von 150 Männern der Nationalgarde des Cap. Mit ihnen kommen 28 Bulldoggen. Diese Verstärkungen werden Sie in die Lage versetzen, Ihre Operationen erfolgreich zu Ende zu führen. Ich komme nicht umhin, Sie wissen zu lassen, daß Sie weder Futter noch Geld zum Kauf von Futter dieser Hunde erhalten werden. Füttern Sie sie mit den Negern. Ich grüße Sie herzlich, Donatien Rochambeau)
Im Jahre 1805 (an XIII) kam er nach Italien, wo er an den Feldzügen des Dritten Koalitionskrieges teilnahm. Er stand unter dem Befehl von Masséna und wurde zum Kommandanten der Mittelmeerküste ernannt.
1809 wurde er der Gendarmerie nationale zugeteilt und nahm an den Feldzügen der Jahre 1810 und 1811 anlässlich des Spanischen Unabhängigkeitskrieges teil. Er wurde in Spanien und Portugal eingesetzt und war an mehreren militärischen Einsätzen beteiligt, so bei der Belagerung von Astorga. Mit Teilen der Division von Souham konnte er eine Brücke einnehmen, die unter anderem von einer Artillerieabteilung mit 30 Kanonen verteidigt wurde.

## Maréchal de camp
Nach der ersten Wiederherstellung der Bourbonenmonarchie in Frankreich (Erste Restauration) wurde Ramel von Ludwig XVIII. zum Maréchal de camp befördert und mit dem Orden de Saint-Louis ausgezeichnet. Nach der zweiten Rückkehr des Königs wurde er zum Kommandanten des Départements Haute-Garonne ernannt.
In diese Zeit fielen die vergebliche Bemühungen der sogenannten Reaktionären Kräfte, in Toulon Unruhen zu erzeugen und die Freilassung von mehreren Personen, die sich durch ihre Ansichten verdächtig gemacht hatten zu erwirken. Das führte dazu, dass die Geheimgesellschaften, die sich im Midi unter dem Namen „Verdets“ als königliche Miliz gebildet hatten, entwaffnet werden mussten.

## Lynchmord in Toulouse
Diese Vorgänge machten ihn zum Feind aller, die sich dem Terreur blanche zugehörig fühlten und am 15. August 1815 wurde er als angeblicher Parteigänger Napoleons gelyncht.
Um sieben Uhr am Abend versammelte sich eine wütende Menge vor seinem Haus und skandierte in Sprechchören: „nieder mit Ramel“, „tötet Ramel!“ Der General kam heraus und fragte mit lauter Stimme: „was wollen Sie von Ramel?“ Die Standhaftigkeit beeindruckte die Menge einen Moment, doch als er sich zurückziehen wollte stürzten sich die Mörder auf ihn und den Pförtner und beide wurden zu Boden geschlagen. Daraufhin trug man den General zunächst in das Haus, bis dann die Menge herausfand, dass er noch nicht tot war, sie drangen in das Haus ein, töteten in auf seinem Bett und plünderten das Gebäude aus.
Der Bürgermeister von Toulouse, Joseph de Villèle, griff in dieser Angelegenheit nicht ein und unternahm auch nichts um die Mörder dingfest zu machen. Zwei Tage später wurden sie jedoch vor das Bezirksgericht in Pau gestellt, wo zwei Personen zu lebenslanger Haft verurteilt und die anderen freigesprochen wurden.
Joseph-Marie de Combettes de Caumont, Rat am königlichen Appellationsgericht in Toulouse untersuchte nach 1815 nochmals die Umstände, die zum Tod von Général Ramel geführt hatten. Als Wiedergutmachung verlieh ihm Ludwig XVII. mit königlichem Dekret vom 2. August 1817 den Titel „Vicomte“ – was am 15. November 1817 vom königlichen Hof in Toulouse zur Kenntnis genommen wurde.

## Publikation
- Merkwürdige Geschichte der martervollen Deportations-Reise Barthelmy’s, Pichegru’s und anderer französischer Gesetzgeber nach Cayenne. Nebst der Schilderung ihres Aufenthaltes zu Sinamary und ihrer endlichen wunderbaren Rettung. Von Ramel, ehemaligen Kommandeurs der Garde der gesetzgebenden Räthe, einem der Deportierten. Aus dem Französischen, Friedrich Gottholf Jacobaer, Leipzig 1799.